# 阿尔泰文学
阿尔泰文学（Алтайская литература）一般指俄罗斯少数民族阿尔泰人创作的文学。

## 口头文学
阿尔泰人的口头诗歌创作非常多样化；英雄史诗、童话、传说和故事、歌曲、谚语、谜语由民间说书人（卡伊奇，кайчы）和歌手（科容奇，кожончы）、牧民和猎人创作并表演。
在阿尔泰民间诗歌中反映了阿尔泰部落历史上最重要的事件：反对中国和准噶尔汗国侵略者的斗争、穷人与富人之间的矛盾等等。一系列大型史诗作品得以涌现，最著名的说书人有乔尔特什·库拉纳科夫（Чолтыш Куранаков）、米哈伊尔·尤特卡纳科夫（Михаил Ютканаков）、雄科尔·舒内科夫（Шонкор Шунеков）、尼古拉·乌拉加舍夫（Николай Улагашев）等。从19世纪下半叶起，阿尔泰史诗被翻译成俄语并出版。

## 书面文学
基于俄罗斯西里尔字母的阿尔泰语文字自19世纪40年代发展起来。1928年至1938年间曾改用拉丁字母，之后又重新改回西里尔字母。19世纪下半叶开始，阿尔泰语作家文学逐步发展。
阿尔泰语书面文学的产生通常与启蒙者-神职人员中的第一位阿尔泰作家М.В. 切瓦尔科夫（1817—1901）的创作联系在一起。切瓦尔科夫将И. А. 克雷洛夫的寓言翻译成阿尔泰语，并受其影响创作了自己的寓言和诗歌（《农夫与猎人》、《伏特加与茶》、《阿尔泰的野兽》、《可怜的鼹鼠与富有的喜鹊》等），在这些作品中他嘲讽了旧阿尔泰社会的恶习，并呼吁阿尔泰人向俄罗斯人学习文化和先进的经营方法。

## 阿尔泰族作家
- 阿达罗夫, 阿尔让·奥因奇诺维奇（弗拉基米尔·奥因奇诺维奇）（1932—2005）
- 别久罗夫, 布龙托伊·扬戈维奇（1947年生）
- 叶列杰耶夫, 亚历山大·扬加诺维奇（1937—2008）
- 卡因钦, 迪巴什·贝鲁科维奇（谢苗·贝鲁科维奇）（1938—2012）
- 卡尔金, 阿列克谢·格里戈里耶维奇（1925—1998）
- 科克舍夫, 拉扎尔·瓦西里耶维奇（1933—1975）
- 库奇亚克, 帕维尔·瓦西里耶维奇（1897—1943）
- 蒙杜斯-埃多科夫, 米龙·瓦西里耶维奇（1879—1942）
- 帕尔金, 埃尔克门·马特诺维奇（1934—1991）
- 帕斯列伊, 萨梅克（萨梅科夫, 瓦西里·托尔多耶维奇）（1938年生）
- 苏拉扎科夫, 萨宗·赛莫维奇（1925—1980）
- 苏尔卡舍夫, 拜拉姆·昆杜列耶维奇（1939年生）
- 捷列索夫, 丘盖·切尔贝克奇诺维奇（1937—2001）
- 乌卡钦, 鲍里斯·乌卡钦诺维奇（1936—2003）
- 乌拉加舍夫, 尼古拉·乌拉加舍维奇（1861—1946）
- 查加特-斯特罗耶夫, 帕维尔·亚历山德罗维奇（本姓特列皮欣）（1887—1938）
- 切瓦尔科夫, 米哈伊尔·瓦西里耶维奇（1817—1901）
- 沙季诺夫, 沙特拉·佩皮谢维奇（尼古拉·佩皮谢维奇）（1938—2009）
- 绍多耶夫, 伊万·瓦西里耶维奇（1914—2006）